# Марк Умбрий Прим
Марк Умбрий Прим (на латински: Marcus Umbrius Primus) е политик и сенатор на Римската империя през края на 3 век.

## Биография
Прим произлиза от фамилията Умбрии Прими от Compsa (днес Конца дела Кампания) в Южна Италия. Вероятно е роднина с Марк Умбрий Прим (проконсул на Африка ок. 202 г.) и с Марк Нумий Умбрий Прим Сенецио Албин (консул 206 г.).
През 289 г. Прим е суфектконсул заедно с Тит Флавий Целиан. За суфектконсули са назначени и Цейоний Прокул, Хелвий Клемент, Флавий Децим, Аниний Максим. Тази година консули са Луций Рагоний Квинтиан с Марк Магрий Бас, а Караузий e император в Британия.